# 1928 a tudományban
Az 1928. év a tudományban és a technikában.

## Díjak
- Nobel-díjak
  - Fizikai Nobel-díj: Owen Willans Richardson
  - Fiziológiai és orvostudományi Nobel-díj: Charles Nicolle
  - Kémiai Nobel-díj: Adolf Windaus

## Születések
- február 23. – Vaszilij Grigorjevics Lazarev orosz, szovjet orvos-űrhajós († 1990)
- február 26. – Anatolij Vasziljevics Filipcsenko orosz, szovjet űrhajós († 2022)
- március 1. – Seymour Papert matematikus, számítógéptudós, pszichológus, a mesterséges intelligencia úttörőinek és a Logo programozási nyelv megalkotóinak egyike († 2016)
- március 14. – Frank Borman amerikai űrhajós
- március 18. – Lennart Carleson svéd matematikus, 1978 és 1982 között a Nemzetközi Matematikai Unió elnöke
- március 25. – James Lovell amerikai űrhajós
- április 6. – James Dewey Watson megosztott Nobel-díjas amerikai molekuláris biológus
- április 20. – Charles David Keeling amerikai tudós, aki először hívta fel a világ figyelmét az üvegházhatásra és a globális felmelegedésre († 2005)
- április 28. – Eugene Merle Shoemaker amerikai geológus, csillagász, a bolygótudományok egyik úttörője († 1997)
- április 29. – Laszlo Belady (Bélády László) magyar származású amerikai informatikus
- május 26. – Jack Kevorkian amerikai patológus († 2011)
- június 1. – Georgij Tyimofejevics Dobrovolszkij ukrán, szovjet űrhajós († 1971)
- június 13. – John Forbes Nash közgazdasági Nobel-emlékdíjas (megosztva) amerikai matematikus († 2015)
- június 25. – Alekszej Abrikoszov Nobel-díjas orosz-amerikai elméleti fizikus († 2017)
- augusztus 27. – Simomura Oszamu megosztott Nobel-díjas japán szerves kémikus († 2018)
- október 30. Daniel Nathans megosztott Nobel-díjas amerikai mikrobiológus († 1999)
- december 30. – Henri Debehogne belga csillagász († 2007)

## Halálozások
- február 4. – Hendrik Lorentz megosztott Nobel-díjas holland fizikus (* 1853)
- február 20. – Antonio Abetti olasz mérnök és csillagász (* 1846)
- június 18. – Roald Amundsen norvég felfedező, a sarkvidékek legeredményesebb felfedező utazója (* 1872)
- augusztus 30. – Wilhelm Wien német fizikus, elsősorban elektromágneses és hőtani elmélettel foglalkozott (* 1864)
- december 3. – Farbaky István magyar bányamérnök, feltaláló, a selmecbányai Bányászati és Erdészeti Akadémia igazgatója (* 1837)